# Chrysaora plocamia
Chrysaora plocamia is een schijfkwal uit de familie Pelagiidae. De kwal komt uit het geslacht Chrysaora. Chrysaora plocamia werd in 1830 voor het eerst wetenschappelijk beschreven door Lesson. 